# Автомобильные дороги Румынии

Дорожная сеть Румынии

Автомобильные дороги Румынии классифицируются следующим образом:
- автомагистрали (autostradă — pl. autostrăzi) — цвет: зелёный; обозначение: A
- скоростные дороги (drum expres) — цвет: красный; обозначение: DX (ещё не существует ни одной реальной DX на 2016 год)
- национальные трассы (drum naţional — pl. drumuri naţionale) — цвет: красный; обозначение: DN
- уездные автомобильные дороги (drum judeţean — pl. drumuri judeţene) — цвет: синий; обозначение: DJ
- автомобильные коммунальные дороги (drum comunal — pl. drumuri comunale) — цвет: жёлтый; обозначение DC

Некоторые дороги Румынии включены в схему европейских автомобильных маршрутов. Через Румынию проходят европейские маршруты: E58, E60, E70, E85; E79; E81; E68; E87 (Класс A); E574; E576; E581; E583; E671; E77.
В 2009 общая протяженность дорог Румынии составила 81.713 км, из которых 46.362 км покрыты асфальтом и 35.351 км. — гравием.

## Автомагистрали
В настоящее время сеть автомагистралей Румынии считается наименее развитой по сравнению с другими странами Европейского Союза; в декабре 2009 года протяженность используемых магистралей составляла всего 321 км. Тем не менее, разработан план развития сети автодорог, многие пункты из которого уже строятся; значительные положительные изменения дорожной инфраструктуры Румынии запланированы к осуществлению в 2015 году.
В Румынии существуют платные автодороги, например, один из платных участков — мост через Дунай на трассе DN2A, а также участок 17 км на трассе A2 между Фетешти и Чернаводой, состоящий из двух мостов. Любой автомобиль, проезжающий по автомагистрали(A) или национальной трассе (DN) в Румынии, должен оплатить пользование дорогами (rovinietă), что можно сделать на крупных заправочных станциях.
| Трасса                        | Маршрут                                                                                              | Запланировано (км.) / Постороено (км.) (октябрь 2009) | Примечания                                                                              |
| ----------------------------- | --- | ----------------------------------------------------- | --------------------------------------------------------------------------------------- |
| A1                            | Бухарест — Питешти — Рымнику-Вылча — Сибиу — Дева — Тимишоара — Арад — Нэдлак > Венгрия              | 620 / 172                                             | приблизительные сроки окончания строительства: 2020.                                    |
| A2 (Автострада Соарелуй)      | Бухарест — Фетешти — Чернавода — Констанца                                                           | 204 / 204                                             | завершение строительства к концу 2011.                                                  |
| A3 (Автострада Трансильвания) | Бухарест — Плоешты — Брашов — Сигишоара — Тыргу-Муреш — Клуж-Напока — Залэу — Орадя — Борш > Венгрия | 588 / 42;                                             | строительство началось в 2004 году; приблизительные сроки окончания строительства: 2020 |
| A4 (Автострада Восток-Запад)  | Молдавия > Яссы — Тыргу-Фрумош — Сэбэоани — Тыргу-Нямц — Тыргу-Муреш > соединяется с A3              | 300 / 0                                               | приблизительные сроки окончания строительства: после 2020.                              |
| A5 (Автострада Молдавия)      | ответвляется от A3 возле Плоешты — Бузэу — Фокшани — Албица > Молдавия                               | 314 / 0                                               | приблизительные сроки окончания строительства: 2020                                     |

| Обходная дорога                      | Маршрут                    | Запланировано (км.) / Построено (км.) — октябрь 2007 | Примечания                                                                  |
| ------------------------------------ | -------------------------- | ---------------------------------------------------- | --------------------------------------------------------------------------- |
| Сибиу — Северная обходная дорога     | часть A1                   | 23 /0                                                | строительство началось в 2004; завершится приблизительно в 2010             |
| Констанца — Западная обходная дорога |                            | 23 /0                                                | строительство началось в конце 2009; приблизительные сроки окончания — 2011 |
| Бухарест — Северная обходная дорога  | DN100                      | 54 /0                                                | строительство отложено из-за недостаточного финансирования                  |
| Бухарест — Южная обходная дорога     | DN100                      | 47 /0                                                | строительство отложено из-за недостаточного финансирования                  |
| Клуж-Напока — Южная городская дорога | A3 — Джуку                 | 40 /0                                                |                                                                             |
| Питешти — Обходная дорога            | часть A1 — Басков, DN7 E81 | 19 /19                                               | построена                                                                   |

## Скоростные дороги
Скоростные дороги лишь проектируются и на 2016 год в Румынии нет скоростных дорог, есть только автомагистрали. Часть новы проектируемых новых дорог имеют неопределенный класс (АМ или СД).